# Beverly Switzler
Beverly Switzler è un personaggio immaginario che appare nei fumetti statunitensi pubblicati dalla Marvel Comics. È principalmente la compagna e talvolta fidanzata di Howard il papero. È stata interpretata da Lea Thompson nel film del 1986 Howard e il destino del mondo.

## Storia delle pubblicazioni
Il personaggio è comparso per la prima volta nel numero 1 di Howard il papero (gennaio 1976) ed era ricorrente al fianco di Howard. Le sue apparizioni si sono diradate nei fumetti degli anni ottanta.

## Biografia del personaggio
Beverly Switzler inizialmente viveva a Cleveland, Ohio, fino a quando è stata assunta e successivamente rapita dal cattivo Pro-Rata, ed è stata poi salvata da Howard il papero, spingendola a permettergli di vivere con lei. La coppia intraprese presto un viaggio su strada per New York City dove una serie di eventi portano Howard a subire un esaurimento nervoso e a fuggire da Beverly in un autobus. Tuttavia, è più tardi imprigionato in un manicomio, costringendo Beverly e il suo amico artista Paul Same a salvarlo e riportarlo a Cleveland. Howard e Beverly in seguito si imbarcarono su una nave da crociera, dove incontrarono l'ex compagno di classe del college di Beverly Lester Verde, ora il supercriminale Dottor Bong, che rivela di aver avuto una cotta per lei dai tempi del college e dice che deve sposarlo, altrimenti lo farebbe uccidere Howard. Lei acconsentì e furono sposati da un capitano di una nave di passaggio. Beverly non amava essere sposata con lui così com'era. Durante il suo matrimonio forzato, ha usato le risorse disponibili nel castello di Bong per creare cinque cloni infantili di Bong, chiamati Bong Quintuplets, e ha minacciato di rivelare che era un padre negligente a meno che non l'avesse liberata, cosa che ha fatto.
I due in seguito trascorrono il Ringraziamento presso la X-Mansion di Charles Xavier. I bambini li invitano alla loro casa sull'albero, dove si nasconde l'alieno Tana Nile. Si uniscono all'Man-Thing, che li aiuta a fuggire dall'omicida Black Tom Cassidy. Di conseguenza, l'intero gruppo vive insieme molte avventure.
Beverly, che in quel periodo lavorava come commessa in un negozio di video a Cleveland, ottiene un lavoro come Babbo Natale nei grandi magazzini.

### Senza lavoro
Più tardi Howard e Beverly si ritrovano disoccupati e vivono in una baracca nel mezzo di una discarica. Beverly decide di cercare lavoro e viene assunta da una società chiamata Globally Branded Content come supervisore di una cantante di boy-band. È sorpresa, tuttavia, di apprendere che il suo stipendio sarà di 125000 $ all'anno insolitamente alto. Alla fine scopre che questo è dovuto al fatto che il capo dell'azienda è il dottor Bong, che le rivela di provare ancora dei sentimenti nei suoi confronti. Howard scopre anche che Bong è il capo della compagnia e tenta di salvare Beverly, al che Bong lo getta in una vasca di sostanze chimiche, con l'intenzione di ucciderlo. Howard sopravvive tuttavia, ma il suo DNA viene alterato facendolo trasformare in una serie di animali. Howard e Beverly poi tornano a casa, dove Bong li chiama ripetutamente e chiede a Beverly di continuare la sua relazione romantica con lui. Dopo aver appreso che Beverly non prova nulla nei suoi confronti se non odio, cerca di farla uccidere informando l'esercito americano Howard è un terrorista di Al Quida di nome Osama el-Braka e che Beverly è il suo complice. I militari poi distruggono la loro casa e stanno per uccidere Howard e Beverly, ma poiché Howard era un topo e non un'anatra al momento, decidono che devono essere andati all'indirizzo sbagliato. Visto che ora sono senzatetto, Howard, Beverly e il loro animale domestico pit bull terrier cercano di cercare un hotel in cui soggiornare, ma vengono rifiutati dalla maggior parte delle persone perché non hanno un documento d'identità, nessun indirizzo e perché gli hotel no consentire cani o roditori. Sono stati poi arrestati dagli agenti di polizia e dall'ex compagna di classe di Beverly, Suzi Pazuzu, per aver disturbato la pace. Quando li interroga, crede a entrambi i loro conti, sebbene entrambi riescano a sfuggire alla custodia della polizia. Nel frattempo, il dottor Bong assume un assassino per uccidere Howard e Beverly, ma l'assassino è d'accordo solo se Bong gli porterà un braccialetto che contiene il potere del doucheblade, che garantirà superpoteri a chi lo indossa. Sebbene l'assassino sia un maschio, afferma di essere sottoposto a un trattamento ormonale in modo che possa diventare una donna e impugnare il doucheblade. Bong scopre che il doucheblade è in possesso del detective Pazuzu, quindi lui e il figlio dell'assassino si recano lì per ucciderla e rubare il doucheblade, anche se Beverly e Howard lo imparano e si recano a casa sua per proteggerla. Uno scontro quindi assicura che si conclude con il braccialetto che atterra nel polso di Howard, facendolo trasformarsi in una donna e possedere i poteri del doucheblade. Quindi uccide il figlio dell'assassino e si stava preparando a uccidere Bong quando Beverly interviene e dice a Howard di fermarsi, ma dice a Bong che se mai interferirà di nuovo con la sua vita lei lo ucciderà. Bong accetta che i due non abbiano più sentimenti l'uno per l'altro e se ne va. Beverly e il dottor Bong non si sono più incontrati da allora. Howard e Beverly quindi lasciano Pazuzu con il corpo del figlio dell'assassino a casa sua, in modo che possa essere incastrata per averlo ucciso, al fine di vendicarsi di lei per averli arrestati.

### Pensione
Di nuovo senzatetto, Beverly scopre un volantino che pubblicizza un rifugio chiamato Boarding House of Mystery che accetterà i pitbull. Vanno al rifugio e sono sorpresi di sentirsi dire dal suo proprietario, Caino, che non devono pagare e che il destino aveva fatto loro trovare il volantino. Durante la permanenza nel rifugio incontrano un giornalista che si offre di lasciarli essere i suoi due nuovi assistenti e tenta di convincerli a diventare guest star nella serie televisiva "Iprah". Tuttavia, questo finisce con un demone che attacca lo studio e tenta di uccidere Howard e Beverly, prima che Howard riesca a ucciderlo con un sigaro magico.

### Civil War
Durante l'evento della Guerra Civile, Howard e Beverly tentano di registrarsi ai sensi dell'Atto di Registrazione dei superumani, con Howard che si atteggia a supereroe e Beverly come sua spalla, perché Beverly afferma che potrebbero usa i soldi pagati agli eroi registrati. Tuttavia, non possono registrarsi a causa della natura dirompente di Howard; lo S.H.I.E.L.D. ha creato una politica che non esiste legalmente, in quanto consente di risparmiare "tempo e denaro". Dopo la guerra civile, Beverly ha aiutato Howard a fermare il piano del malvagio MODOT di controllare il pubblico attraverso i mass media.

### Howard il papero (vol. 6)
Beverly avrebbe lasciato Howard di nuovo perché temeva per la sua vita. Si è trasferita nel Maine dove ha iniziato a studiare per diventare veterinario. All'improvviso, Howard si è presentato alla sua porta e i due hanno avuto una riunione agrodolce. Ha rivelato che era disposta a tornare da lui non appena avesse terminato i suoi studi. Grazie agli Sparkitect, Howard li ha leggermente modificati realtà a favore di Beverly in modo che quando si è laureata ha potuto aprire con successo la sua clinica veterinaria, Scales & Tales.

## Poteri e abilità
Beverly Switzler è un'abile ballerina e inizialmente non possedeva abilità sovrumane, anche se Howard dice scherzosamente che può trasformare gli uomini in anatre per impedire alle persone di flirtare con lei, e che un altro dei suoi poteri è che può far muovere i suoi seni in direzioni opposte, anche se deve essere ubriaca per fare questo.
In "Howard il papero" (Vol. 6) # 8, si scopre che Switzler ha acquisito la capacità di volare dopo essere stata ricoperta da qualche residuo rosa sconosciuto di un'avventura precedente. Non è noto fino a che punto lei possa volare o quali altri poteri possiede mentre si astiene dall'usarli per vivere una vita normale.

## Cinema
Beverly Switzler appare anche nel film Howard e il destino del mondo (1986), interpretata da Lea Thompson. È ancora la deuteragonista umana e l'interesse amoroso di Howard, sebbene questa versione differisca dall'incarnazione a fumetti del personaggio; qui è una cantante rock, mostrando la sua ambizione e passione per la musica. La sua vita prende una svolta drastica quando inavvertitamente si lega ad Howard, che viene trasportato sulla Terra. A differenza di molti abitanti dell'immaginaria città di Cleveland, ritratti come ostili o primitivi, Beverly è estroversa, immaginativa, sentimentale e percettiva, dimostrandosi empatica, premurosa e solidale con Howard. La sua combinazione di ambizione, determinazione, coraggio e sensibilità la rendono un personaggio profondo che incarna come temi l'accettazione, l'assurdità dell'amore, la complessità delle relazioni interpersonali e le aspirazioni di riconoscimento del film. Inoltre, per il personaggio, Lea Thompson si è basata sui look di Cyndi Lauper e Madonna. Sebbene il film sia considerato uno dei peggiori film ad alto budget di tutti i tempi, la performance di Thompson è stata uno dei pochi aspetti del film che ha ricevuto elogi. Steve Gerber è rimasto deluso dal film in generale, ma ha detto che la Thompson "ha fatto ragionevolmente bene con il ruolo così come è stato scritto". La band immaginaria di Switzler nel film, Cherry Bomb, ha pubblicato diverse canzoni nella colonna sonora del film prodotta da Thomas Dolby con la sigla del film, Hunger City. Thompson, nei panni di Beverly, ha cantato la voce solista nel rilascio.
Il personaggio dovrebbe apparire in una nuova serie animata di Howard il papero prodotta da Kevin Smith, e si discute sul potenziale ritorno di Lea Thompson, stavolta come doppiatrice di Beverly. La Thompson si è detta interessata anche ad un nuovo film sul papero alieno.